# Судзуки, Канон
Канон Судзуки (яп. 鈴木 香音 Судзуки Канон, род. 5 августа 1998 года в префектуре Айти, Япония) — японский идол, участница 9-го поколения японской поп-группы Morning Musume.

## Биография

### 2010
В декабре 2010 года появилась на телевидении как одна из пяти финалисток прослушивания в 9-е поколение Morning Musume.

### 2011
2 января 2011 года на концерте Hello! Project 2011 Winter «Kangei Shinsen Matsuri» Цунку, продюсер Morning Musume, представил Канон как одну из трёх победительниц прослушивания, вместе с Эриной Икутой и Рихо Саяси. Четвёртой участницей Morning Musume 9-го поколения стала Мидзуки Фукумура.

## Группы и юниты Hello! Project
- Morning Musume (2011 — 2016)
- Hello! Project Mobekimasu (2011)

## Дискография

### Синглы
Morning Musume
- «Maji Desu ka Ska!» (яп. まじですかスカ!)  (6 апреля 2011 года)
- «Only you» (15 июня 2011 года)
- «Kono Chikyuu no Heiwa o Honki de Negatterun Da yo! / Kare to Issho ni Omise ga Shitai!» (September 14, 2011)
- «Pyoco Pyoco Ultra» (25 января 2012 года)
- «Ren'ai Hunter» (11 апреля 2012 года)
- «One Two Three / The Matenrou Show» (4 июля 2012 года)
- «Wakuteka Take a chance» (10 октября 2012 года)

Hello! Project Mobekimasu
- «Busu ni Naranai Tetsugaku» (16 ноября 2011 года)

## Фотокниги
Совместные фотокниги
- Alo-Hello! Morning Musume 9ki Member Shashinshuu (16 декабря 2012, Kids Net, ISBN 978-4-0489-5474-7)
- Morning Musume '14 BOOK "Sayumin no... Oshiete Kouhai!" (20 января 2015, Wani Books, ISBN 978-4-8470-4715-2)

## Внешние ссылки
- Официальный профиль Morning Musume на сайте helloproject.com
- Профиль на сайте Oricon